# Имамбаялдъ
Имамбаялдъ (на турски: İmambayıldı) е постно ядене, типично за балканската, и по-специално турската кухня. Представлява пълнени патладжани с домати, моркови, лук и чесън. За подправки се използват целина, магданоз, лимон, дафинов лист. Пече се на фурна, но се консумира студено.
Името на ястието означава на турски „имамът припадна“ (от възхищение). Легендата разказва за един висш духовен сановник (имам), който припаднал от възхищение, когато вкусил за първи път гозбата. 